# Sed ipse Spiritus postulat pro nobis, gemitibus inenarrabilibus
Sed ipse Spiritus postulat pro nobis, gemitibus inenarrabilibus è un celebre passo, dalla Vulgata, tratto dalla Lettera ai Romani (8, 26): "Ma lo Spirito  stesso intercede con insistenza per noi, con gemiti inesprimibili".
Paolo spiega come la possibilità di sperare tramite la preghiera ciò che ancora non si vede, cioè la propria redenzione, si scontra con la propria debolezza che può sfociare nello sconforto e nella rassegnazione. A quel punto ciò che dà aiuto alla preghiera del cristiano è il libero intervento dello Spirito Santo, che compartecipa del gemito interiore aspettando l'adozione a figli.
La Bibbia interconfessionale CEI, rifacendosi con aderenza al testo greco originale ("ἀλλὰ αὐτὸ τὸ πνεῦμα ὑπερεντυγχάνει στεναγμοῖς ἀλαλήτοις"), traduce il passo paolino: "...mentre lo Spirito stesso prega Dio per noi con sospiri che non si possono spiegare a parole".

## Testo biblico
| Novum Testamentum Graece | Vulgata Clementina | Bibbia CEI | Nuova Diodati |
| --- | --- | --- | --- |
| 6 Ὡσαύτως δὲ καὶ τὸ πνεῦμα συναντιλαμβάνεται τῇ ἀσθενείᾳ ἡμῶν· τὸ γὰρ τί προσευξώμεθα καθὸ δεῖ οὐκ οἴδαμεν, ἀλλ’ αὐτὸ τὸ πνεῦμα ὑπερεντυγχάνει στεναγμοῖς ἀλαλήτοις· | 6 Similiter autem et Spiritus adjuvat infirmitatem nostram: nam quid oremus, sicut oportet, nescimus: sed ipse Spiritus postulat pro nobis gemitibus inenarrabilibus. | 6 Allo stesso modo anche lo Spirito viene in aiuto alla nostra debolezza, perché nemmeno sappiamo che cosa sia conveniente domandare, ma lo Spirito stesso intercede con insistenza per noi, con gemiti inesprimibili | 6 Nello stesso modo anche lo Spirito sovviene alle nostre debolezze, perché non sappiamo ciò che dobbiamo chiedere in preghiera, come si conviene; ma lo Spirito stesso intercede per noi con sospiri ineffabili. |